# Monstertruckongeluk in Haaksbergen
In de middag van zondag 28 september 2014 vond een monstertruckongeluk in Haaksbergen plaats. Bij het ongeluk reed een monstertruck in op het publiek.
Bij het ongeluk kwamen drie mensen om het leven en vielen 28 gewonden. Van hen hadden sommigen ten minste zes jaar na het ongeluk nog gezondheidsschade. In 2020 waren bijna alle slachtoffers schadeloos gesteld.
Er waren naast dranghekken geen speciale veiligheidsvoorzieningen en de monstertruck bleek technische mankementen te hebben. Volgens de Monster Truck Racing Association bevond het publiek zich dicht bij de show en zou een on-board Remote Ignition Interrupter niet gebruikt zijn. Zo'n systeem kan de monstertruck vanaf een afstand onmiddellijk uitschakelen.

## Nasleep
De Onderzoeksraad voor Veiligheid concludeerde in mei 2015 dat de gemeente en de organisator van het evenement de gevaren van de demonstratie niet hebben onderkend. Na een daaropvolgende dreigende motie van wantrouwen stapte de toenmalige burgemeester Hans Gerritsen nog diezelfde maand op.
Op 28 september 2015, precies een jaar na het ongeluk, werd op dezelfde locatie een monument onthuld ter nagedachtenis aan het ongeluk. Het bestaat uit een beeld en een bord met de namen van de drie slachtoffers.
In april 2016 werd de chauffeur van de monstertruck veroordeeld tot vijftien maanden onvoorwaardelijke celstraf, waarna hij in hoger beroep ging. Dat diende in mei 2018, waarbij de straf ongewijzigd bleef. Hem werd daarin dood door schuld en zwaar lichamelijk letsel door schuld (grove schuld) ten laste gelegd. Daarop wilde hij in cassatie gaan, maar die trok hij in september 2019 in waarmee de celstraf definitief werd. De organiserende stichting werd veroordeeld tot een voorwaardelijke geldboete van 25.000 euro.